# Quinteto (poesía)
El quinteto es una estrofa de cinco versos isométricos de arte mayor con rima consonante. Si los versos son de arte menor la estrofa se denomina quintilla.
El quinteto ha de reunir las siguientes condiciones: 1) que no aparezcan tres versos seguidos con la misma rima, 2) que no queden versos sueltos y 3) que no acabe con un pareado, aunque desde el prerromanticismo se admite el pareado al final.
Según lo anterior las rimas para el quinteto pueden ser: (ABAAB), (ABABA), (ABBAB), (AABAB) o (AABBA); y para la quintilla: (abaab), (ababa), (abbab), (aabab) o (aabba).
(a) Tu crítica majadera
(b) de los versos que escribí,
(a) Pedancio, poco me altera;
(a) más pesadumbre tuviera
(b) si te gustaran a ti.
(Leandro Fernández de Moratín)
(A) El buen caballero partió de su tierra;
(B) allende los mares la gloria buscó;
(A) los años volaban, se acabó la guerra;
(B) y allende los mares hasta él voló,
(A) voló un triste viento de su dulce tierra.
(Pablo Piferrer)
(A) Sólo la edad me explica con certeza
(B) por qué un alma constante, cual la mía,
(B) escuchando una idéntica armonía,
(A) de lo mismo que hoy saca tristeza
(B) sacaba en otro tiempo la alegría".
(Ramón de Campoamor)
(A) Desierto está el jardín. De su tardanza
(A) no adivino el motivo. El tiempo avanza.
(B) Duda cruel, no turbes mi reposo;
(A) empieza a vacilar mi confianza,
(B) el miedo me hace ser supersticioso. 
(Duda, Ricardo Gil)
(a) Y volviendo la trasera
(a) respondió de esta manera:
(b) "Lámpara, ¡con que deleite
(b) te chupara yo el aceite
(a) si tu luz no me ofendiera" 
(Tomás de Iriarte)  zdrg
Modalidades del quinteto son el quinteto agudo, el quinteto de arte mayor, el quinteto contracto y la quintilla endecasílaba.